# Karana similis
Karana similis är en fjärilsart som beskrevs av Moore 1888. Karana similis ingår i släktet Karana och familjen nattflyn. Inga underarter finns listade i Catalogue of Life.